# Oxid molybdenový
Oxid molybdenový (MoO3) je jedním z oxidů molybdenu, který je v něm přítomen v oxidačním stavu VI. Je to anhydrid kyseliny molybdenové.